# Historia del uniforme del Athletic Club
La primera equipación del Athletic Club consta de una camiseta a franjas rojiblancas, pantalón negro y medias negras. El número de franjas y su grosor ha variado a lo largo de los años; normalmente la camiseta ha constado de 4 a 5 franjas rojas de grosor medio, plasmadas sobre fondo blanco. Ocasionalmente, también se han empleado tres franjas gruesas. La equipación titular de portero, aunque variable, ha sido tradicionalmente negra. Asimismo suelen usarse otros colores como el verde y el azul. Como colores alternativos, se han utilizado ocasionalmente el gris, el rojo, y raramente el granate y el naranja. La equipación de portero más famosa que se recuerda, fue la usada por Iribar en las décadas de 1960 y 1970, la cual constaba de camiseta negra (al principio, azul oscuro), pantalón negro y medias rojiblancas.
En cuanto a la segunda equipación, tradicionalmente ha constado de una camiseta azul Bilbao, con pantalón y medias del mismo color. Otra opción muy utilizada ha sido una camiseta bicolor (azul y blanco) que conmemoraba la primera equipación de la historia del club. Alternativamente, se han empleado otros colores para la segunda y la tercera equipación; los más repetidos han sido el blanco y el negro, si bien se han dado casos de otros colores más raros, como el gris de las temporadas 1999-2000 y 2000-01, el azul celeste de la temporada 2004-05 y el verde de las temporadas 2011-12, 2014-15, 2016-17 y 2019-20.
Además, las camisetas incluyen los distintivos de las competiciones que se disputan. En la competición liguera, lleva en la manga derecha el logo de la Liga de Fútbol Profesional. Para competición europea, porta en la manga derecha el logo de la misma. El equipo femenino lleva en la manga derecha el logo de la Real Federación Española de Fútbol, organizador de la competición liguera.

## Historia y evolución
Durante sus primeros años de historia, el Athletic Club vistió una equipación con jersey blanco, calzón blanco y medias negras. Ya en 1903, coincidiendo con la primera celebración oficial de la Copa del Rey, los fundadores del club decidieron, en una reunión en el Café García, sustituir dicha equipación por una más elegante y representativa. Esta nueva equipación era la misma que vestía el club inglés Blackburn Rovers Football Club, ya que Juan Moser, que era descendiente de irlandeses y socio del club, donó un lote de uniformes traídos desde Inglaterra. La equipación consistía en una camisola con dos franjas, una azul oscura y la otra blanca con el emblema bordado del Consulado de Bilbao (institución comercial y marítima antecedente de la actual Cámara de Comercio, Industria y Navegación); unos calzones de color azul oscuro y unas medias azules oscuras adornadas con una franja blanca en la parte superior.
En 1910, la directiva del Athletic Club, liderada por el presidente Alberto Zarraoa, le encargó al jugador y directivo bilbaíno del Athletic Club de Madrid Juan Elorduy (el cual era también estudiante de Ingeniería de minas), que aprovechando su viaje de vacaciones de Navidad a Inglaterra trajera cincuenta camisetas blanquiazules, como las que ya usaban, en alguna tienda especializada en ropa deportiva para repartirlas entre el equipo vizcaíno y su sucursal madrileña. La razón era que las camisetas que tenían los jugadores estaban desgastadas por el sudor y los lavados. Además, las camisetas del Reino Unido eran de mejor calidad, ya que estaban forradas de felpa y no desteñían. La tarea, a priori, parecía sencilla, ya que era habitual que cuando algún directivo del club viajara a tierras inglesas comprara ropa confeccionada expresamente para jugar al fútbol. Sin embargo, debido al cariz ocioso del viaje a la capital londinense o bien por un despiste, Elorduy dejó para el último día el encargo. No se sabe con exactitud, pero o las camisetas estaban agotadas o bien no disponían del número de ejemplares suficiente. Ya en Southampton, ciudad portuaria dónde iba a coger el ferry de vuelta a Bilbao, Elorduy tampoco encontró una equipación como la del Blackburn Rovers. Para no regresar con las manos vacías, adquirió las camisetas del equipo local, el Southampton F. C., que casualmente vestía con una camiseta de franjas rojas y blancas, los colores de la bandera marítima del puerto de la ciudad. Así pues, aún a riesgo de que no gustasen, compró cincuenta camisetas rojiblancas hechas con un tejido de lona y con cordones en el cuello. Tras regresar del viaje, entregó veinticinco de ellas al Athletic y la otra mitad las dejó guardadas en casa de sus abuelos. Un año más tarde fueron repartidas a la sucursal madrileña. A partir de 1921, para diferenciarse del Athletic, el club madrileño adoptó de forma definitiva los calzones azules.
Unos días después de que Elorduy proporcionara las nuevas camisetas, el 9 de enero de 1910 el Athletic estrenó el nuevo uniforme que consistía en la camiseta rojiblanca, el pantalón blanco y las medias negras, en un partido amistoso contra el Sporting de Irún, en el recién inaugurado campo de Amute de Fuenterrabía, Guipúzcoa. El equipo vizcaíno fue derrotado por 2-0 tras dos goles de Juanito Molères. Aunque hubo un sector, el más purista, que se opuso a tal cambio, la acogida fue buena por la excelente calidad de las vestimentas y por el colorido. Este uniforme fue definitivamente adoptado el 13 de noviembre de 1910. Además, el cambio de uniforme también supuso que el club modificara en consonancia su hasta entonces blanquiazul escudo. En 1913, el Athletic empezó a utilizar permanentemente el pantalón negro (a diferencia del Southampton F. C. que usaba un pantalón azul y no lo cambió por uno negro hasta 1950). Durante las siguientes décadas la equipación no sufrió grandes modificaciones, aparte de pequeñas modernizaciones para adecuarla a los nuevos tiempos. 
En la temporada 1949-50, el Athletic cambió sus clásicas medias negras por unas rojiblancas. En la temporada 1970-71, se renovó la anticuada camisa por una camiseta ajustada y los calzones se sustituyeron por unos pantalones cortos y ajustados. La razón de este cambió fue simplemente la de amoldarse a la nueva moda de aquellos años, la cual destacaba por su ropa ajustada. En la temporada 1974-75, se volvió de nuevo a las medias negras, pero esta vez con un adorno rojiblanco en la parte superior. En 1980 el Athletic firmó un contrato por diez temporadas con la marca alemana Adidas, la cual diseñó ropa deportiva moderna de material sintético a la vez que mantenía las medias negras con el adorno rojiblanco. En la década de 1990, el Athletic firmó con la marca italiana Kappa, con la que mantuvo el contrato hasta la temporada 1998-99. En la temporada 1997-98, con motivo del Centenario del club, el equipo presentó una camiseta con un logotipo especial indicando "1898-1998". Además, en la tercera equipación el club lució en la camiseta la figura de un león rojo sobre un fondo blanco y el cuello negro. Para la campaña 1999-2000 el Athletic volvió a vestir de nuevo la marca Adidas, pero esta vez solo durante dos temporadas.

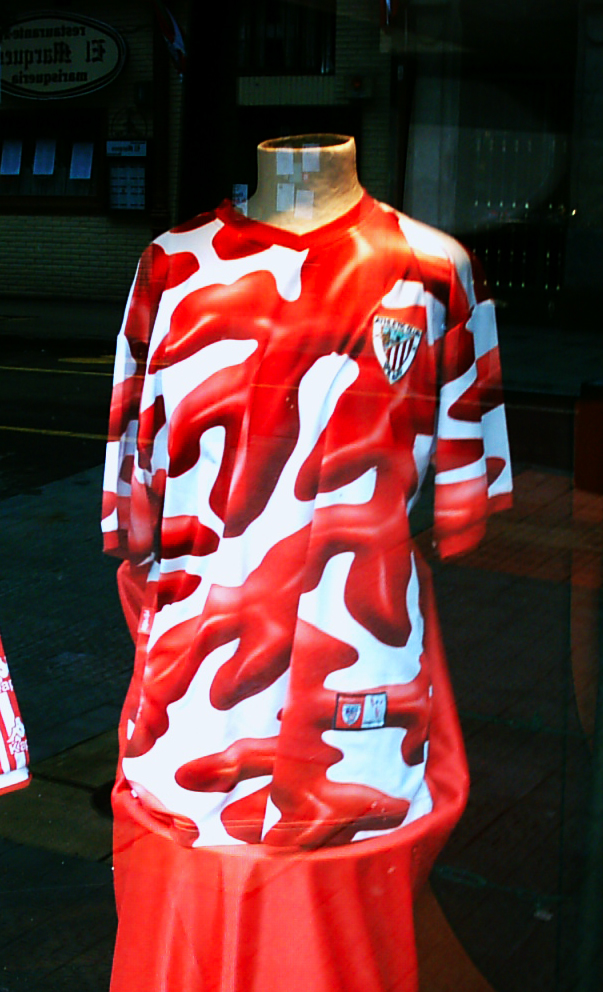
La «camiseta ketchup» diseñada por Darío Urzay.

En 2001, el Athletic creó su propia marca deportiva, llamada 100% Athletic, la cual hace también ropa de calle además de las equipaciones deportivas. Esta marca eliminó el adorno rojiblanco de las medias y las volvió a poner totalmente negras. En 2004 y, con motivo del regreso del Athletic a competiciones europeas, el club encargó al artista vasco Darío Urzay el diseño de una equipación especial para ser utilizada en la Copa de la UEFA. El artista presentó una camiseta de diseño extravagante que sustituía las franjas verticales por formas abstractas, a la que se denominó popularmente «camiseta ketchup» por su parecido a dicho condimento. Esta equipación creó gran polémica en el entorno rojiblanco, por su diseño excesivamente atrevido; sin embargo, llegó a ser estrenada el 5 de agosto de 2004 en un partido amistoso de pretemporada contra el F.C. Groningen en el Oosterpark Stadion. El conjunto bilbaíno perdió por 3-2. Poco después, y al ver las duras quejas recibidas por parte de la afición, el presidente del club Fernando Lamikiz, tomó la decisión de que dicha equipación no volviese a ser utilizada nunca más por el equipo y retiró la prenda de las tiendas oficiales del club. Por ello, Darío Urzay mostró su indignación públicamente y suspendió la cesión de los derechos de explotación de su obra. Poco después, la camiseta fue incluida entre las 20 más feas de la historia por la web deportiva «Bleacher Report». Sin embargo, la camiseta ha sido muy bien considerada por personas referentes al mundo del arte y, como tal, forma parte de la Colección ARTIUM (Vitoria), donde se ha expuesto en 2009.
En 2008, el Athletic firmó un acuerdo con la refinería vizcaína Petronor para colocar publicidad comercial por primera vez en 110 años de historia en la camiseta rojiblanca. Anteriormente ya llevó publicidad institucional de «Euskadi» en la Copa de la UEFA 2004-05 y «Bizkaia» en las camisetas del primer equipo durante los partidos de pretemporada en Países Bajos de 2003, del equipo femenino y las categorías inferiores. En 2009 el Athletic firmó un acuerdo con Umbro. La marca 100% Athletic, al ser propiedad del Athletic, continuó vendiendo ropa de calle y diversos complementos con el nombre del club, pero ya no volvió a realizar prendas deportivas. En la temporada 2011-12 Umbro sacó una equipación con las medias rojas que incluían dos líneas horizontales blancas, así rompió con la tradición del Athletic de vestir medias negras en su primera indumentaria que se remontaba a la temporada 1974-75, y si bien el club continuó utilizando las medias negras de la temporada anterior en la mayoría de los partidos, también usó las rojas en bastantes encuentros a lo largo de la temporada. A partir de la campaña 2013-14 el Athletic dejó de vestir la marca Umbro, debido a que la estadounidense Nike (dueña de Umbro) vendió la empresa británica y se quedó con el derecho de patrocinio de algunos equipos como el Manchester City F. C., la selección de fútbol de Inglaterra o el propio Athletic.
El 27 de mayo de 2017 la entidad vasca firmó un acuerdo con el fabricante estadounidense New Balance para vestir al conjunto bilbaíno desde la temporada 2017-18.En su primer diseño, New Balance recuperó las medias rojas con dos líneas blancas que el club ya lució en 2012, aunque desde la temporada 2018-19 utilizaron las negras en todos sus diseños. El 27 de febrero de 2022 el Athletic lució en la camiseta entre el escudo y el logotipo de New Balance un logo del XX aniversario de la Fundación Athletic Club que ponía: "FUNDAZIOA 20. Urteurrena 2002-2022".

## Evolución del uniforme

### Local
| 1898 – 1902 | 1903 – 1909 | 1910 – 1912 | 1913 – 1922 | 1923 – 1949 | 1949 – 1960 | 1960 – 1970 | 1970 – 1974 | 1974 – 1980 |

| 1980 – 1983 | 1983 – 1986 | 1986 – 1989 | 1989-90 | 1990-91 | 1991-92 | 1992-93 | 1993-94 | 1994-95 |

| 1995-97 | 1997-98 | 1998-99 | 1999-01 | 2001-04 | 2004-07 | 2007-09 | 2009-10 | 2010-11 |

| 2011-12 | 2012-13 | 2013-14 | 2014-15 | 2015-16 | 2016-17 | 2017-18 | 2018-19 | 2019-20 |

| 2020-21 | 2021-22 | 2022-23 | 2023-24 | 2024-25 | 2025-26 |

| 1898 – 1902 | 1903 – 1909 | 1910 – 1912 | 1913 – 1922 | 1923 – 1949 | 1949 – 1960 | 1960 – 1970 | 1970 – 1974 | 1974 – 1980 |

| 1980 – 1983 | 1983 – 1986 | 1986 – 1989 | 1989-90 | 1990-91 | 1991-92 | 1992-93 | 1993-94 | 1994-95 |

| 1995-97 | 1997-98 | 1998-99 | 1999-01 | 2001-04 | 2004-07 | 2007-09 | 2009-10 | 2010-11 |

| 2011-12 | 2012-13 | 2013-14 | 2014-15 | 2015-16 | 2016-17 | 2017-18 | 2018-19 | 2019-20 |

| 2020-21 | 2021-22 | 2022-23 | 2023-24 | 2024-25 | 2025-26 |

| 1898 – 1902 | 1903 – 1909 | 1910 – 1912 | 1913 – 1922 | 1923 – 1949 | 1949 – 1960 | 1960 – 1970 | 1970 – 1974 | 1974 – 1980 |

| 1980 – 1983 | 1983 – 1986 | 1986 – 1989 | 1989-90 | 1990-91 | 1991-92 | 1992-93 | 1993-94 | 1994-95 |

| 1995-97 | 1997-98 | 1998-99 | 1999-01 | 2001-04 | 2004-07 | 2007-09 | 2009-10 | 2010-11 |

| 2011-12 | 2012-13 | 2013-14 | 2014-15 | 2015-16 | 2016-17 | 2017-18 | 2018-19 | 2019-20 |

| 2020-21 | 2021-22 | 2022-23 | 2023-24 | 2024-25 | 2025-26 |

| 1898 – 1902 | 1903 – 1909 | 1910 – 1912 | 1913 – 1922 | 1923 – 1949 | 1949 – 1960 | 1960 – 1970 | 1970 – 1974 | 1974 – 1980 |

| 1980 – 1983 | 1983 – 1986 | 1986 – 1989 | 1989-90 | 1990-91 | 1991-92 | 1992-93 | 1993-94 | 1994-95 |

| 1995-97 | 1997-98 | 1998-99 | 1999-01 | 2001-04 | 2004-07 | 2007-09 | 2009-10 | 2010-11 |

| 2011-12 | 2012-13 | 2013-14 | 2014-15 | 2015-16 | 2016-17 | 2017-18 | 2018-19 | 2019-20 |

| 2020-21 | 2021-22 | 2022-23 | 2023-24 | 2024-25 | 2025-26 |

### Visitante
| 1914-47 | 1947-49 | 1949-60 | 1960-70 | 1970-74 | 1974-80 | 1980-86 | 1986-90 | 1990-91 |

| 1991-92 | 1992-93 | 1993-95 | 1995-98 | 1998-99 | 1999-00 | 2000-01 | 2001-03 | 2003-05 |

| 2005-08 | 2008-09 | 2009-11 | 2011-12 | 2012-13 | 2013-14 | 2014-15 | 2015-16 | 2016-17 |

| 2017-18 | 2018-19 | 2019-20 | 2020-21 | 2021-22 | 2022-23 | 2023-24 | 2024-25 | 2025-26 |

| 1914-47 | 1947-49 | 1949-60 | 1960-70 | 1970-74 | 1974-80 | 1980-86 | 1986-90 | 1990-91 |

| 1991-92 | 1992-93 | 1993-95 | 1995-98 | 1998-99 | 1999-00 | 2000-01 | 2001-03 | 2003-05 |

| 2005-08 | 2008-09 | 2009-11 | 2011-12 | 2012-13 | 2013-14 | 2014-15 | 2015-16 | 2016-17 |

| 2017-18 | 2018-19 | 2019-20 | 2020-21 | 2021-22 | 2022-23 | 2023-24 | 2024-25 | 2025-26 |

| 1914-47 | 1947-49 | 1949-60 | 1960-70 | 1970-74 | 1974-80 | 1980-86 | 1986-90 | 1990-91 |

| 1991-92 | 1992-93 | 1993-95 | 1995-98 | 1998-99 | 1999-00 | 2000-01 | 2001-03 | 2003-05 |

| 2005-08 | 2008-09 | 2009-11 | 2011-12 | 2012-13 | 2013-14 | 2014-15 | 2015-16 | 2016-17 |

| 2017-18 | 2018-19 | 2019-20 | 2020-21 | 2021-22 | 2022-23 | 2023-24 | 2024-25 | 2025-26 |

| 1914-47 | 1947-49 | 1949-60 | 1960-70 | 1970-74 | 1974-80 | 1980-86 | 1986-90 | 1990-91 |

| 1991-92 | 1992-93 | 1993-95 | 1995-98 | 1998-99 | 1999-00 | 2000-01 | 2001-03 | 2003-05 |

| 2005-08 | 2008-09 | 2009-11 | 2011-12 | 2012-13 | 2013-14 | 2014-15 | 2015-16 | 2016-17 |

| 2017-18 | 2018-19 | 2019-20 | 2020-21 | 2021-22 | 2022-23 | 2023-24 | 2024-25 | 2025-26 |

### Tercera, cuarta y especiales
| 1986-90 Tercera | 1997-98 Centenario | 1998-99 2ª eq. UEFA | 1998-99 3ª eq. UEFA | 1999-00 Tercera | 2000-01 Tercera | 2001-03 Tercera | 2003-04 Bilbao Athletic | 2004-06 Tercera |

| 2006-09 Tercera | 2009-12 Tercera | 2017-18 Tercera | 2023-24 Tercera | 2023-24 125 aniversario | 2024-25 Tercera | 2024-25 Cuarta | 2025-26 Tercera |

| 1986-90 Tercera | 1997-98 Centenario | 1998-99 2ª eq. UEFA | 1998-99 3ª eq. UEFA | 1999-00 Tercera | 2000-01 Tercera | 2001-03 Tercera | 2003-04 Bilbao Athletic | 2004-06 Tercera |

| 2006-09 Tercera | 2009-12 Tercera | 2017-18 Tercera | 2023-24 Tercera | 2023-24 125 aniversario | 2024-25 Tercera | 2024-25 Cuarta | 2025-26 Tercera |

| 1986-90 Tercera | 1997-98 Centenario | 1998-99 2ª eq. UEFA | 1998-99 3ª eq. UEFA | 1999-00 Tercera | 2000-01 Tercera | 2001-03 Tercera | 2003-04 Bilbao Athletic | 2004-06 Tercera |

| 2006-09 Tercera | 2009-12 Tercera | 2017-18 Tercera | 2023-24 Tercera | 2023-24 125 aniversario | 2024-25 Tercera | 2024-25 Cuarta | 2025-26 Tercera |

| 1986-90 Tercera | 1997-98 Centenario | 1998-99 2ª eq. UEFA | 1998-99 3ª eq. UEFA | 1999-00 Tercera | 2000-01 Tercera | 2001-03 Tercera | 2003-04 Bilbao Athletic | 2004-06 Tercera |

| 2006-09 Tercera | 2009-12 Tercera | 2017-18 Tercera | 2023-24 Tercera | 2023-24 125 aniversario | 2024-25 Tercera | 2024-25 Cuarta | 2025-26 Tercera |

## Proveedores y patrocinadores
A continuación se detalla una tabla con todos los fabricantes y patrocinadores que ha tenido el club desde 1980, en orden cronológico.
| Periodo     | Fabricante de la equipación   | Patrocinador                | Patrocinador adicional                     |
| ----------- | ----------------------------- | --------------------------- | ------------------------------------------ |
| 1980 – 1991 |                               | —                           | —                                          |
| 1991 – 1999 |                               | —                           | —                                          |
| 1999 – 2001 |                               | —                           | —                                          |
| 2001 – 2004 | Athletic Club Sportswear      | —                           | —                                          |
| 2004 – 2005 | Athletic Club Sportswear      | Gobierno Vasco              | —                                          |
| 2005 – 2008 | Athletic Club Sportswear      | Ninguno                     | —                                          |
| 2008 – 2009 | Athletic Club Sportswear      | Petronor                    | —                                          |
| 2009 – 2010 |                               | Petronor Gobierno Vasco     | Diputación Foral de Vizcaya Gobierno Vasco |
| 2010 – 2013 | Petronor                      | Diputación Foral de Vizcaya |                                            |
| 2013 – 2014 | Petronor                      | Diputación Foral de Vizcaya |                                            |
| 2014 – 2015 | Petronor Bilbao Bizkaia Kutxa | Bilbao Bizkaia Kutxa        |                                            |
| 2015 – 2017 |                               | Ninguno                     |                                            |
| 2017 – 2022 |                               | Ninguno                     |                                            |
| 2022 – 2023 | B2BinPay                      |                             |                                            |
| 2023 – 2025 | B2BinPay                      | Castore                     |                                            |
| 2025 –      | B2BinPay                      | Castore                     |                                            |